# Purussaurus
Purussaurus es un género extinto de cocodriliano. Se trata de un caimán gigante que vivió en Suramérica, entre 16 a 5,3 millones de años, en el período Mioceno. Fue conocido en principio por materiales del cráneo hallados en la Amazonia peruana. El cráneo de la especie tipo, P. brasiliensis tiene una longitud máxima de 1,4 metros, por lo que algunos paleontólogos estiman que el cuerpo entero debió medir entre 11 y 13 m, aunque podía ser incluso mayor, convirtiendo al Purussaurus en uno de los mayores cocodrilos que se conozcan.
Otros dos crocodilianos extintos, el Sarcosuchus y el Deinosuchus, tenían proporciones similares, pero ambos eran geológicamente más antiguos, datando de principios y finales del período Cretácico, respectivamente y otro de la misma época, el Rhamphosuchus de la India, se estima que era algo menor, si se asume que estaba proporcionado de la misma manera que un gavial. Durante el verano de 2005, una expedición francoperuana (la expedición Fitzcarrald) encontró nuevos fósiles del Purussaurus en la Amazonia peruana, en la región Ucayali, a 600 km de Lima.

## Clasificación
Purussaurus pertenece a la familia de los aligatóridos (Alligatoridae), actualmente representada por dos especies de aligatores, y muchas especies de caimanes de América del Sur. Un estudio realizado en 1965 por Langston colocó a Purussaurus dentro del género moderno Caiman, pero estudios posteriores han demostrado que los dos géneros están separados. Actualmente Purussaurus se considera un representante gigante de la subfamilia Caimaninae, siendo sus parientes más cercanos Orthogenysuchus del Eoceno inferior de Wyoming y el peculiar Mourasuchus, también del Mioceno medio de América del Sur.
Se conocen actualmente tres especie del género Purussaurus: la especie tipo, Purussaurus brasiliensis, que fue descrita por primera vez en 1892 y proviene del Mioceno de Brasil, siendo posteriormente hallado en Perú; P. neivensis, originalmente descrita en su propio género como Dinosuchus neivensis (que no debe confundirse con el crocodiliano cretácico Deinosuchus), que vivió en el Mioceno medio y sus restos fueron encontrados en Colombia, en el departamento de Huila, alcanzando entre 8 a 10 metros de largo, mientras que la especie P. mirandai, descrita en 2006, proviene del Mioceno de Venezuela, que mediría alrededor de 10 metros de largo. Estas especies se diferencian entre sí por la forma del cráneo, en particular, la especie venezolana poseía un cráneo aplastado, mucho más que las otras dos especies, junto con la posesión de mayores fosas nasales.

## Paleoecología

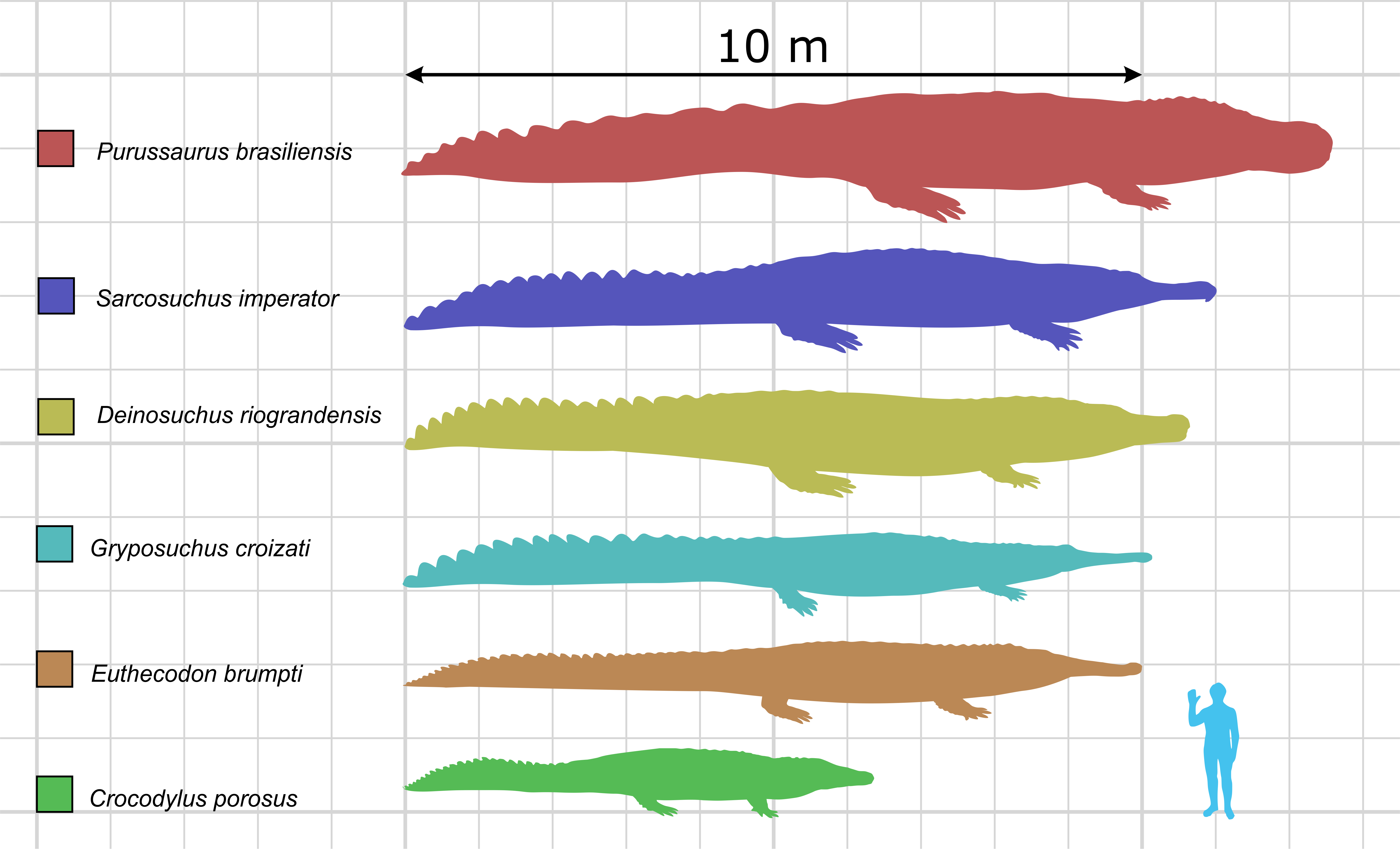
Diagrama a escala mostrando el tamaño de P. brasiliensis (en rojo)

La especie brasileña P. brasiliensis está asociada a restos de tiburones, rayas, peces teleósteos de agua dulce, peces pulmonados, tortugas como Stupendemys, crocodilianos como Charactosuchus, Gryposuchus y Mourasuchus, el ave Anhinga, y mamíferos tales como perezosos, murciélagos, roedores, el primate Stirtonia, y delfines de río. Se trataba de ecosistemas de ríos, planicies inundables y lagos, muy similar al de la fauna de La Venta en el que habitó la especie colombiana P. neivensis. Peces marinos y de agua dulce, tortugas, crocodilianos, y mamíferos tanto terrestres como acuáticos están asociados con la especie venezolana P. mirandai. Este ecosistema es descrito como tropical y costero. El gran tamaño corporal y el cráneo ancho sugieren que el estilo de vida debió de ser mayormente acuático. Los dientes de este género están curvados ligeramente hacia atrás, apuntando hacia el interior de la boca. Estas características hacen suponer que Purussaurus debió de ser un superdepredador, alimentándose de otros vertebrados, y que tal vez podría superar incluso a los grandes mamíferos de la época. También es probable que comiera tortugas, peces y otros crocodilianos más pequeños.
Análisis realizados con modelos biomecánicos de los cráneos de Sarcosuchus, Deinosuchus y Purussaurus han indicado que estos dos últimos pudieron haber sido capaces de realizar la maniobra conocida como "giro de la muerte", que es usada por los crocodilianos actuales para subyugar y desmembrar a sus presas.

## En la cultura popular
Purussaurus apareció en un episodio de la serie Mundo Paleolítico llamado "Antiguos cocodrilos".